# Campo Antiimperialista
Campo Antiimperialista (ital. „Antiimperialistisches Lager“) ist ein Zusammenschluss politischer Gruppen der radikalen Linken in Italien, als Teil des länderübergreifenden Bündnisses „Antiimperialistische Koordination“.
Der Name ist doppeldeutig: „Campo“ meint sowohl eine strategische Einheit als „politisches Lager“ als auch ein „Zeltlager“ oder „Camp“.

## Entstehung
Zwei Organisationen tragen das Bündnis: einerseits die aus dem Trotzkismus hervorgegangene internationale Strömung International Leninist Current (ILC), in Italien vertreten durch die Gruppe Direzione 17, andererseits das Movimento per la confederazione dei comunisti (Bewegung für die Konföderation der Kommunisten).
Die ILC hat sich nach 1990 zunehmend vom Trotzkismus distanziert und sich in die Richtung einer Unterstützung nationaler Befreiungsbewegungen entwickelt. Das Movimento per la confederazione dei comunisti ist schwerpunktmäßig in der Toskana vertreten und basiert auf einem Kaderstamm einer Minderheitsströmung der früheren Democrazia Proletaria (DP). Die DP war 1992 der Rifondazione Comunista (PRC) beigetreten; die Minderheitsgruppe um Leonardo Mazzei und Giuseppe Bacciardi verließ jedoch 1997 die Partei. Ihr Versuch, sich über das Movimento per la confederazione zu reorganisieren, blieb erfolglos. Diese Gruppe hat enge Verbindungen zu der Basisgewerkschaft Slai-Cobas, die in Kämpfen in der Automobilindustrie Mitte der 1990er Jahre eine Rolle spielte. Ihr steht ferner der Philosoph Costanzo Preve nahe, der sich stark für das Campo Antiimperialista engagiert.
Die Zusammenarbeit der beiden Gruppierungen wurde aufgenommen mit dem Ziel einer Neuformierung einer revolutionären Opposition auf der Grundlage eines insbesondere gegen die USA gerichteten scharfen Antiimperialismus. An den Sommercamps in Assisi nahmen einerseits internationale Kleinorganisationen aus Traditionen des Stalinismus und Maoismus (z. B. Kommunistische Partei Griechenlands/Marxisten-Leninisten, Russische Maoistische Partei) teil.

## Irakkrieg
In die Schlagzeilen geriet das Campo Antiimperialista im Laufe des Jahres 2003. Kurz vor Beginn des Irakkriegs wurde ein Aufruf „Peoples smash America“ veröffentlicht, der von etwa 1500 Personen unterzeichnet wurde, darunter auch oppositionelle PRC-Mitglieder wie der Philosophen Domenico Losurdo. Auf der Unterschriftenliste fanden sich einige Anhänger der extremen Rechten wie der französische Holocaust-Leugner Serge Thion. Die Leitung des Campo erklärte dazu, man habe bei der großen Zahl der Unterschriften nicht alle überprüfen können, tilgte die unerwünschten Namen und wies den Vorwurf, man betreibe eine „rot-braune Allianz“, zurück.

## Resonanz
Neben den bürgerlichen Medien, dokumentierten und kommentierten die Aktivitäten des Campo auch die beiden großen linken Tageszeitungen Il manifesto (parteiunabhängig) und Liberazione (PRC) mit scharfer Kritik – was umgekehrt das Campo in seiner Überzeugung bestärkte, für die einzige wirkliche Systemopposition gegen die proamerikanische Einheitsfront zu stehen, deren Teil die etablierte und parlamentarische Linke sei.
Im Dezember 2003 nahmen an einer Demonstration Con il popolo che resiste („Mit dem Volk, das Widerstand leistet“) für die Solidarität mit dem militärischen Widerstand im Irak in Rom nur etwa 400 Personen teil. Für die geringe Beteiligung wurde eine Medienkampagne „zionistischer Kreise“ verantwortlich gemacht. Das Campo Antiimperialista organisierte die internationale Spendensammlung „10 Euro für den irakischen Widerstand“.
Im Juli 2005 wurde in den USA der Webserver des Campo stillgelegt, und 44 Abgeordnete des US-Kongresses richteten an die italienische Regierung die Aufforderung, Aktivitäten des Campo zu unterbinden. Ende August 2005 traten sieben Unterstützer des Campo (darunter zwei Deutsche aus Duisburg) in einen Hungerstreik, um die Vergabe von Einreisevisa für Vertreter des irakischen Widerstands zur Teilnahme an einer Solidaritätskonferenz durchzusetzen. Ein diesbezüglicher Aufruf wurde auch von dem der gemäßigten Linken angehörenden Philosophen und Europapolitiker Gianni Vattimo unterzeichnet.